# Le Grand Huit
Le Grand Huit was een stalen achtbaan in Walibi Rhône-Alpes. De baan stond oorspronkelijk in  Walibi Belgium (bij aanvang nog Walibi, later Walibi Wavre) onder de naam Grand 8. De baan werd daar gebouwd in 1975 door de firma Pinfari en is een standaardmodel van het type Zyklon Z47, waarvan er nog 19 andere gebouwd zijn. Eind 1983 werd de baan gesloten en verplaatst naar Walibi Rhône-Alpes (toen nog Avenir Land). Daar opende de baan in 1984, en bleef er staan tot 1990, wanneer hij werd afgebroken en verwijderd uit het park.
Oorspronkelijk had de baan rode poten en een witte track. Bij verplaatsing naar Walibi Rhône-Alpes werd deze herschilderd tot een zwarte track met gele poten.
Afbeeldingen · Geschiedenis van Walibi Belgium